# جون بودن (لاعب كريكت)
جون بودن (27 ديسمبر 1848 - 3 يناير 1928) (بالإنجليزية: John Boden)‏ هو لاعب كريكت بريطاني (وحمل سابقاً جنسية المملكة المتحدة لبريطانيا العظمى وأيرلندا).